# Masdache
Masdache es una localidad española del municipio lanzaroteño de Tías, en la comunidad autónoma de Canarias. 

## Historia
Hacia mediados del siglo XIX, Masdache era mencionada como una aldea del ayuntamiento de Tías. La localidad aparece descrita en el decimoprimer volumen del Diccionario geográfico-estadístico-histórico de España y sus posesiones de Ultramar de Pascual Madoz de la siguiente manera:

MASDACHE: ald. en la isla de Lanzarote, prov. de Canarias, part. jud. de Teguise, ayunt. y parr. de Tias. sit. sobre despojos volcánicos, que sin embargo de estar cubiertos de arena son bastante fértiles: se cria algun arbolado, viña y produce legumbres.
(Madoz, 1848, p. 277)

En 2022, la entidad singular de población tenía empadronados 435 habitantes y el núcleo de población 272 habitantes.